# Черри (реслер)
Кара Элизабет Дрю (англ. Kara Elizabeth Drew, род. 15 июля 1975 года) — американский рестлер и валет. Наибольшую славу получила благодаря выступлениям в WWE, на бренде SmackDown!, под именем Черри. Выступала в качестве валета командных чемпионов «Deuce 'n Domino».
В начале своей карьеры Дрю выступала в инди-федерациях под именами Мисс Кара и Кара Слайз. Через некоторое время Дрю подписала контракт с WWE и была отправлена в тренировочный центр — Ohio Valley Wrestling (OVW), в Луисвилл, штат Кентукки. В OVW Дрю была известна как Черри Пай и являлась менеджером группировки «The Throw-Backs», а после и «The Untouchables». Вскоре последние стали командными чемпионами OVW.
В январе 2007 года WWE подписывает контракт с Дрю, после чего та начинает выступать на бренде SmackDown!. Черри начинает работать с командой «Deuce 'n Domino», которые вскоре становятся командными чемпионами WWE. С апреля 2008 года Черри начинает выступать как рестлер. В августе 2008 года Черри увольняют из WWE.

## Начало карьеры (1999—2005)
Дрю выросла в городе Морристаун, штат Нью-Джерси. Дрю стала поклонницей профессионального рестлинга после просмотра Рестлмании I в 1985 году. Любимым рестлером Дрю был Рэнди Сэвидж. По признанию самой Дрю, она никогда не думала о карьере рестлера, пока не встретила владельца компании «Stars and Stripes Championship Wrestling», который предложил Дрю выступить на его шоу.
Вскоре Дрю приглашают для участия в одном из шоу федерации «Independent Wrestling Federation», и с января 1999 года Дрю начинает работать валетом не только в IWF, но и в «East Coast Pro Wrestling» «National Wrestling Alliance in New Jersey», а также и в других инди-федерациях.
В 2002 году Дрю стала работать в «National Wrestling Superstars», а после и в «Phoenix Championship Wrestling», где начала фьюд с Алексис Лари. В 2005 году Дрю подписывает контракт с WWE и отправляется в тренировочный центр рестлеров — Ohio Valley Wrestling.

## World Wrestling Entertainment

### Ohio Valley Wrestling (2005—2007)
В 2005 году Дрю дебютирует в OVW, где выступает под именем Черри Пай. За время, проведённое в OVW, работала со многими рестлерами и командами.

### SmackDown! (2007—2008)
19 января 2007 года, Дрю дебютирует на бренде SmackDown!, в качестве валета команды «Deuce 'n Domino». На тот момент как рестлер Дрю не выступала. Победив тогдашних командных чемпионов Пола Лондона и Брайана Кендрика, «Deuce 'n Domino» становятся командными чемпионами WWE. В начале 2008 года «Deuce 'n Domino» распались, и Черри начала сольную карьеру рестлера.
7 марта 2008 года Черри участвовала в матче по правилам «Бой в купальниках». Помимо неё, в матче участвовали Марис, Виктория, Ив Торрес и Мишель Маккул. Вскоре Черри набирает популярность, становясь любимчиком публики. 28 марта Черри в команде с Мишель Маккул побеждают Викторию и Марис. 27 апреля на PPV «Бэклэш» участвует в командном матче между 12 дивами. Вскоре Черри начинает фьюд с Марис, а после и с Натальей, в котором побеждает последняя. В августе 2008 года Черри увольняют из WWE.

## В рестлинге
- Завершающие приёмы
  - Buldog
  - Hammerlock lifting DDT
  - Stunner
- Музыкальные темы
  - «I’m All About Cool» от Джима Джонстона (как менеджер команды «Deuce 'n Domino»);[17]
  - «Cherry Baby» от Джима Джонстона;[18]

## Титулы и достижения
- Jersey Championship Wrestling
  - JCW Women’s Championship (1 раз)
- Women Superstars Uncensored
  - WSU/NWS King and Queen Tournament (2005) — с Джулио Динеро
- Pro Wrestling Illustrated
  - PWI ставит её под № 27 в списке 50 лучших девушек-рестлеров 2008 года[19]